# إدوارد كلارك بوتير
إدوارد كلارك بوتير (بالإنجليزية: Edward Clark Potter)‏ هو نحات أمريكي، ولد في 26 نوفمبر 1857 في نيو لندن في الولايات المتحدة، وتوفي بنفس المكان في 21 يونيو 1923.

## معرض صور

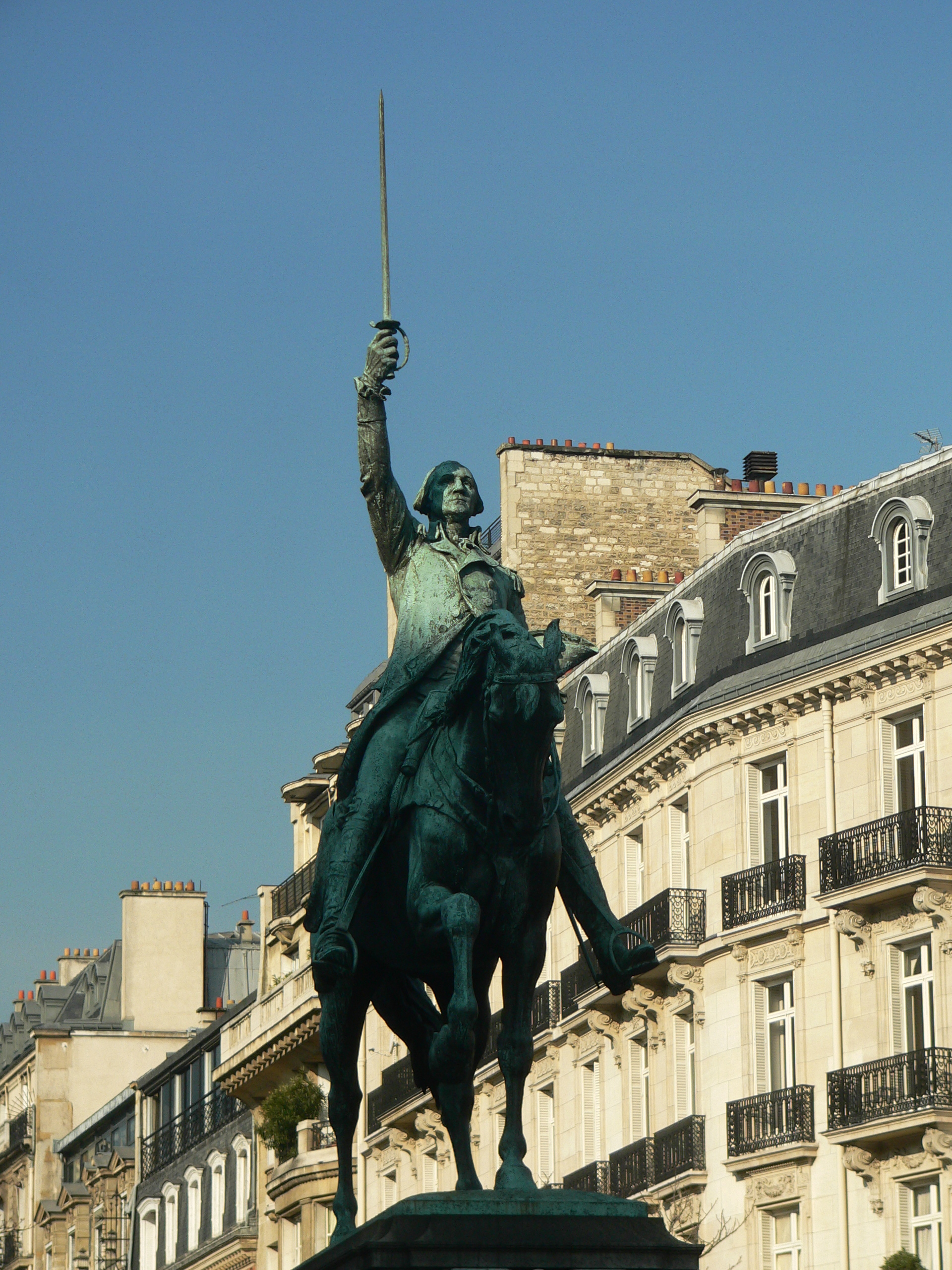
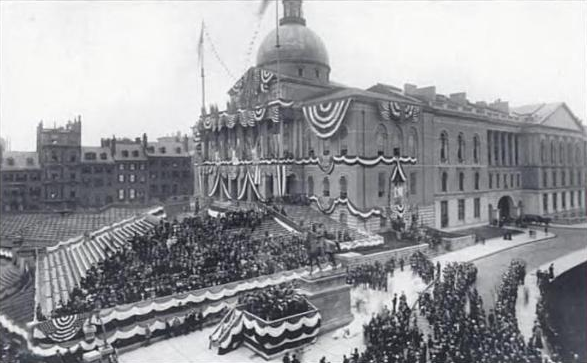
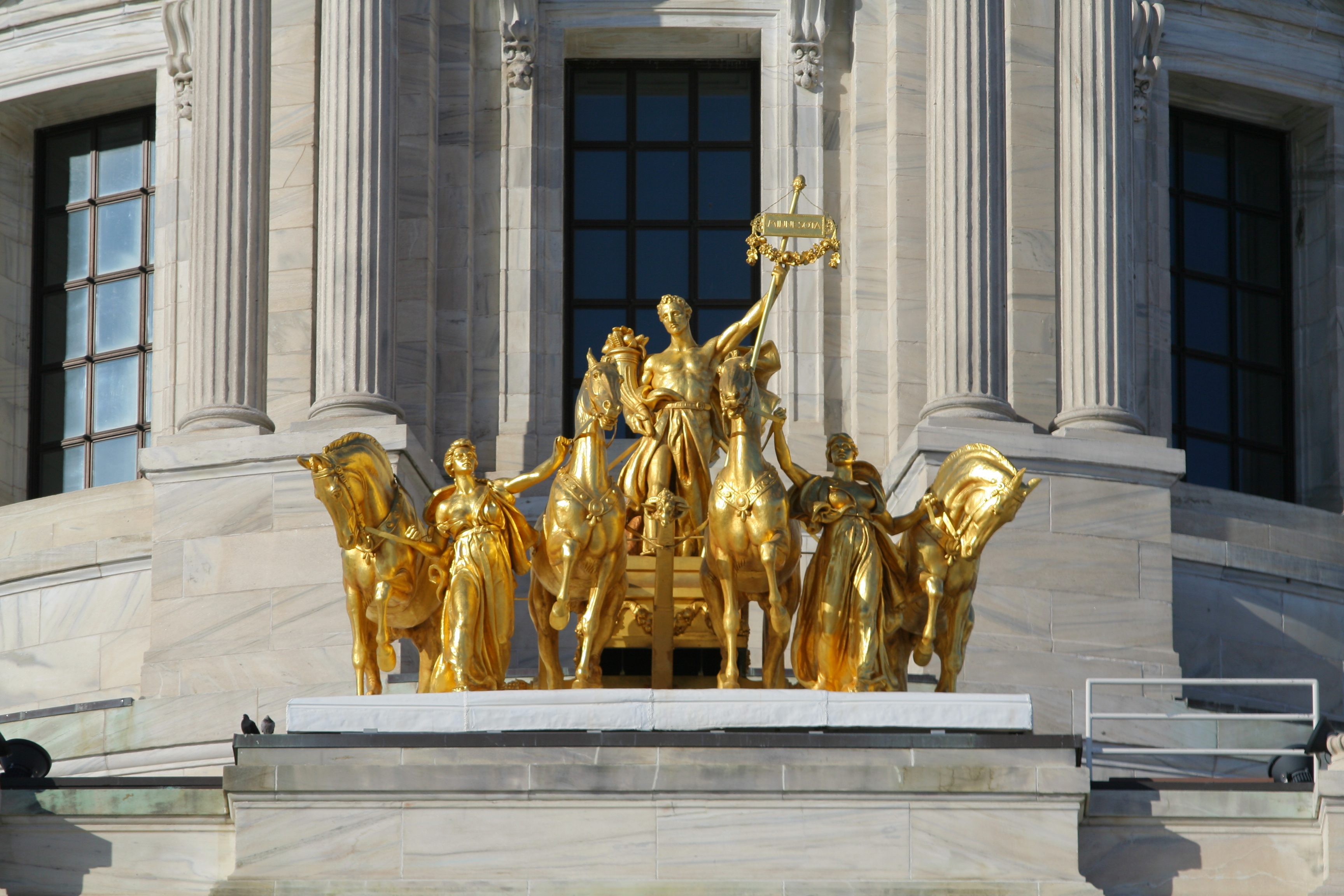
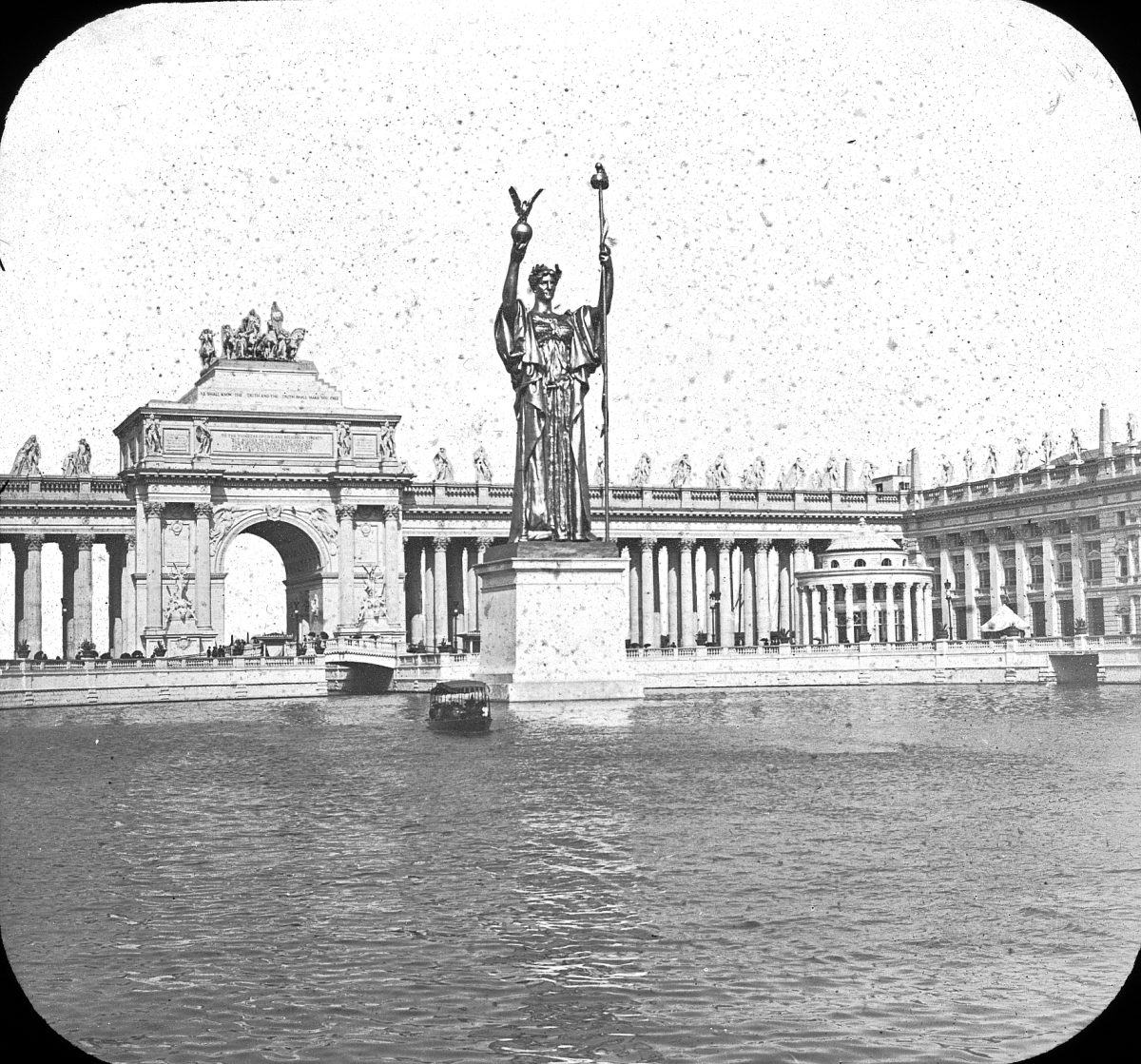